# Víctor Patricio de Landaluce

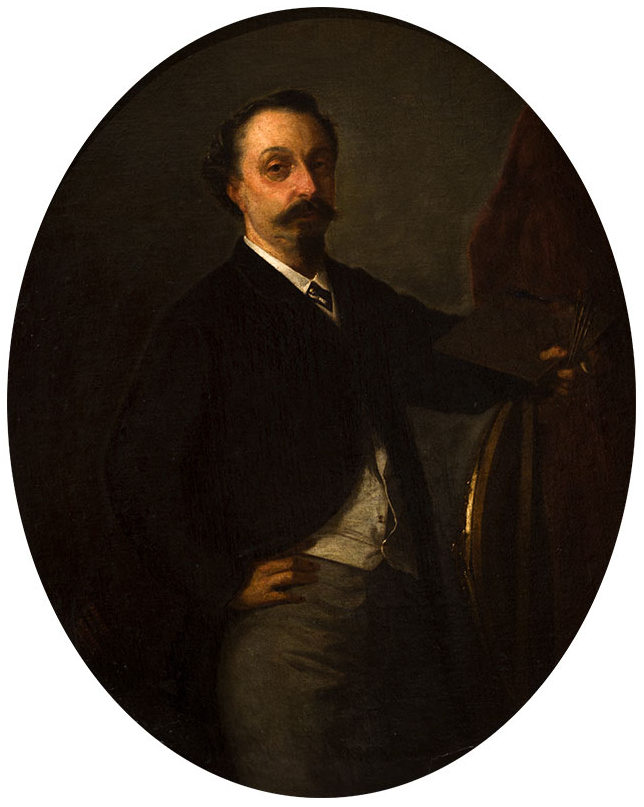
Federico Martínez, Retrato del pintor Víctor Patricio Landaluze, Museo Nacional de Bellas Artes, Cuba

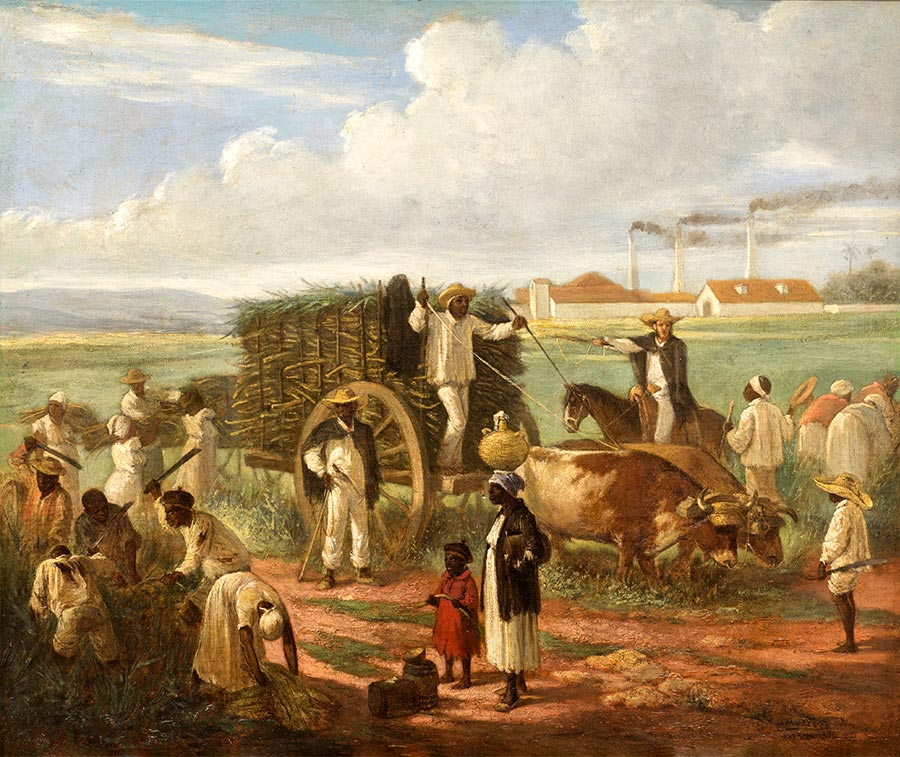
Recogida de la caña de azúcar, óleo sobre lienzo,1874

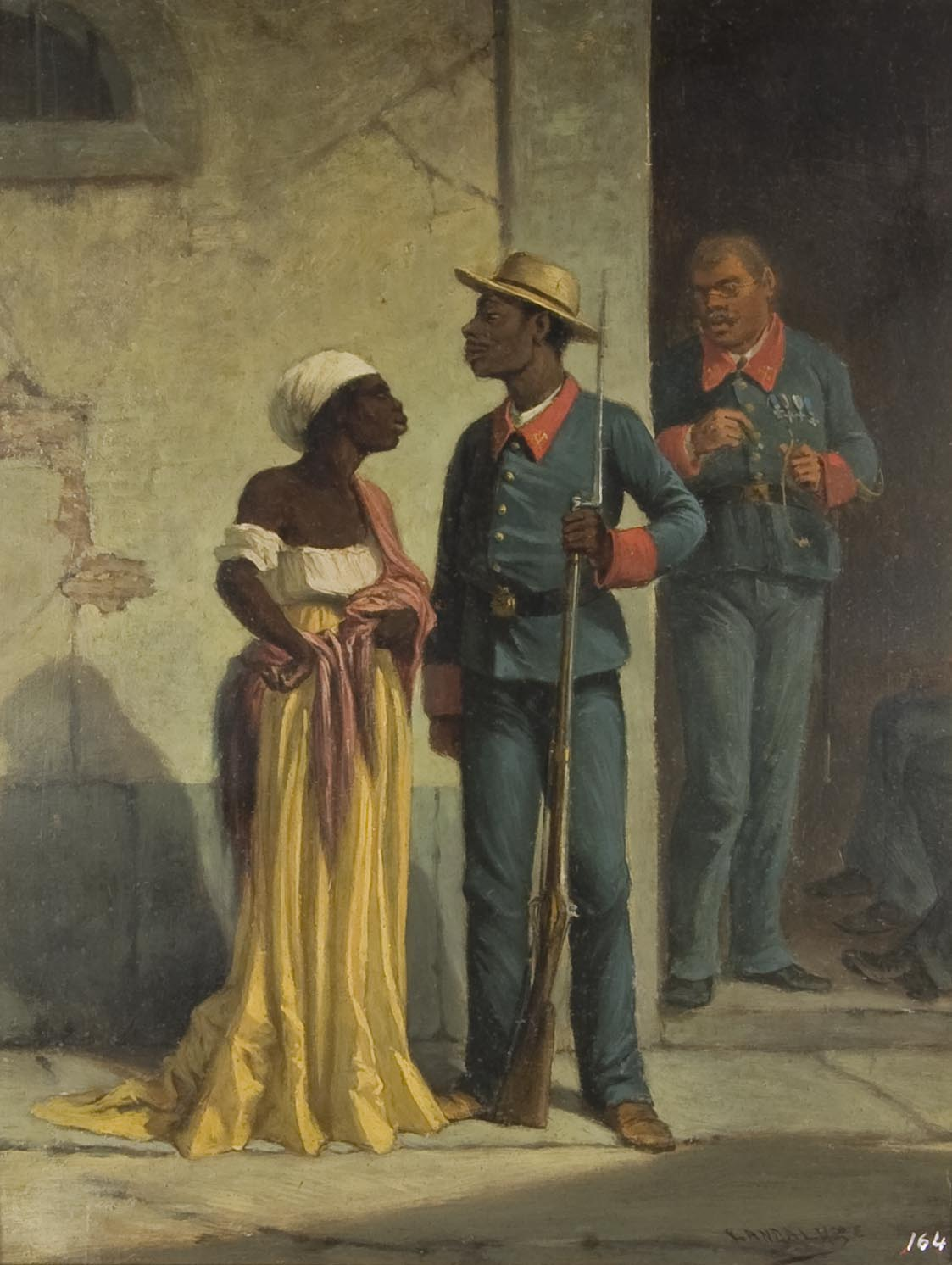
Conversación en la calle, 1889.

Víctor Patricio Landaluze Uriarte (Bilbao, España, 6 de marzo de 1830 - La Habana, Cuba, 8 de junio de 1889) fue un ilustrador y escritor español activo durante gran parte de su carrera en Cuba.

## Biografía
Nacido en 1830 en Bilbao, Landaluze recibió una educación esmerada, que incluía el aprendizaje de varios idiomas. Durante un tiempo residió en París. Consta su presencia en Cuba hacia el año 1850. Es el practicante cubano más conocido del "costumbrismo", que representa a campesinos cubanos ("guajiros"), terratenientes y esclavos. Enseñó en la Academia de Bellas Artes de San Alejandro en La Habana y se desempeñó como su director. Se opuso a la independencia cubana, actitud reflejada en su obra; sin embargo, sus pinturas brindan una valiosa visión de la sociedad cubana del siglo XIX. Sus obras también representan una visión un tanto idealizada de la vida en las plantaciones de azúcar.
Su primera obra consistió en la ilustración del libro Los cubanos pintados por sí mismos. En 1862 fundó el periódico satírico y de caricaturas Don Junípero y en 1881 ilustró la obra Tipos y Costumbres de la Isla de Cuba. Varias de sus obras, entre ellas “Día de Reyes en La Habana”, se encuentran en el Museo Nacional de Bellas Artes de Cuba.